# Блинов, Борис Владимирович (военный)
Бори́с Влади́мирович Блино́в (7 августа или 18 августа 1908, д. Лисино, Санкт-Петербургская губерния — 1994) — генерал-майор авиации (19 августа 1944).

## Биография
Родился в д. Лисино (ныне — Волосовского района Ленинградской области). В рядах Красной армии с 1927 года.
11 ноября 1929 года окончил 2-ю военную школу лётчиков в Борисоглебске; после выпуска служил там же инструктором-лётчиком. В 1932 году вступил в ВКП(б).
С 22 июня 1941 года — в боях Великой Отечественной войны в должности командира эскадрильи; в 1941 году был легко ранен. С 30.10.1941 по 17.4.1944 — командир 14 тбап (переименован в 14-й авиационный полк дальнего действия); в марте 1943 года полку присвоено почётное звание «Гвардейский», и он получил новый номер сил «11». С 17.4.1944 до конца войны — командир 9-й гвардейской авиационной дивизии дальнего действия (с 26.12.1944 — 22 тбад). За время войны лично совершил 31 боевой вылет, из них 27 — ночью.
После войны генерал-майор авиации Блинов продолжал командовать дивизией. С ноября 1947 по декабрь 1949 г. проходил обучение в Высшей военной академии им. К. Е. Ворошилова, затем был назначен командиром 79-го гвардейского бомбардировочного авиационного корпуса ДА. С сентября 1950 г. исполнял должность начальника Управления боевой подготовки штаба ДА. С июля 1955 г. был начальником отдела планирования и организации боевой подготовки — заместителем начальника Управления боевой подготовки ДА. С мая 1956 г. — начальник 29-й военной авиационной офицерской школы боевого применения Дальней авиации. С 31 декабря 1960 г. состоял в распоряжении командира 2-го отдельного тяжелого авиационного корпуса Дальней авиации. 15 мая 1961 года уволен в запас.
Умер 26 февраля 1994 года в Москве.

### Семья
- Жена — Блинова Зинаида Матвеевна
- Дочь — Людмила Борисовна Блинова (Трушина),
- Сын — Борис[2].

## Награды
- Орден Красной Звезды (1936)[4][6]
- Орден Красного Знамени (20.6.1942)[4][6]
- Орден Ленина (27.7.1943)[4]
- Орден Красной Звезды (1944)[6]
- Орден Суворова II степени (5.11.1944)[5]
- Орден Суворова II степени (29.5.1945)[6]
- Орден Отечественной войны I степени (6.4.1985)[8]

## Почетные звания
- Почётный гражданин Донецка — за мужество и героизм, проявленные в годы Великой Отечественной войны в боях за освобождение г. Донецка и в честь 50-й годовщины освобождения Донбасса от гитлеровских захватчиков[9]